# Nadja Engelbrecht
Nadja Engelbrecht (* 1961 in Potsdam-Babelsberg) ist eine deutsche Schauspielerin und Keramikkünstlerin.

## Leben
Vor der Ausbildung zur Schauspielerin musste Engelbrecht – wie damals in der DDR üblich – das Abitur oder eine reguläre Berufsausbildung absolvieren. Sie ließ sich daher als Facharbeiterin für Textiltechnik ausbilden. Im Anschluss daran schrieb sich Nadja Engelbrecht 1980 in die Staatliche Schauspielschule in Ost-Berlin ein, die ein Jahr später zur Hochschule für Schauspielkunst Ernst Busch umgewandelt wurde. 1982, nach zwei von drei Ausbildungsjahren, wurde Nadja Engelbrecht aus politischen Gründen exmatrikuliert.
Während der Studienzeit erhielt sie ihre erste Rolle in Frank Beiers Film „Der Aufenthalt“. Bis zu ihrer Ausreise 1984 in den Westteil Berlins war sie am Theater Anklam engagiert, unter der Intendanz von Frank Castorf.
Ab 1984 war Nadja Engelbrecht in West-Berlin wohnhaft und arbeitete für Theater und Fernsehen. Seit ihrem ersten Kinoerfolg in der Komödie „Meier“ (1986) folgten zahlreiche Fernsehproduktionen wie beispielsweise: „Victor Wunderbar“, „Marleneken“, „Der rote Schakal“, „Soko“, „Ein Fall für zwei“, „Praxis Bülowbogen“, „Coplan“, „Brigitte Lindt – magersüchtig“, „Der kleine Vampir – Neue Abenteuer“, „Zoff und Zärtlichkeit“ oder „Happy Birthday“.
Auch auf der Bühne war Engelbrecht zu sehen, so im Berliner Renaissance-Theater in „Die Bettleroper des John Gay“, im Neuen Theater Hannover, bei den Festspielen in Schwäbisch Hall, wo sie Viola in Shakespeares „Was ihr wollt“ spielte, sowie im Schauspiel Köln in „Herbstball“. Im Hörfunk wirkte Nadja Engelbrecht ebenfalls in zahlreichen Sendungen mit.
1998 legte sie eine Arbeitspause ein und ging für drei Jahre mit ihrer Familie nach Neuseeland. Dort traf sie mit Künstlern anderer Sparten zusammen und beschäftigte sich intensiv mit Keramik. Wieder zurück in Berlin eröffnete sie ihre eigene Keramikwerkstatt.
2002 bewarb sie sich an der „Staatlichen Fachschule für Keramikgestaltung und Keramiktechnik“ in Höhr-Grenzhausen, im Westerwald, wo sie 2005 mit der Abschlussausstellung „Exponate 05“ ihre Ausbildung zur Keramikgestalterin abschloss.